# Ернст Марішка
Ернст Марішка (нім. Ernst Marischka; 2 січня 1893, Відень — 12 травня 1963, Кур) — австрійський режисер і сценарист, що спеціалізувався на віденській опереті та комедії. Брат Губерта Марішки. Найбільш відомий за трьома фільмами «Сіссі», знятими в 1955—1958 роках.

## Життя та творчість
Закінчивши гімназію, Ернст опинився у світі кіно завдяки своєму братові Губерту та його другові, піонерові кіноіндустрії Саші Коловрат-Краковському. Його першою роботою став сценарій для спектаклю-оперети «Дядечко-мільйонер» (1913). Згодом він писав сценарії для німого кіно, починаючи з 1915 року зайнявся режисурою.
Після десятирічної перерви повернувся в кіно в 1931 році як сценарист. За його сценарієм Альфред Гічкок зняв фільм «Віденські вальси». Спеціалізувався на костюмованих, багато декорованих романтичних фільмах з великою кількістю опереткових номерів. На початку 1940-х знову повернувся до режисурі.
У післявоєнний час Ернст Марішка знімав мало, лише в 1955 році йому вдалося досягти успіху з рімейком «Молоді роки королеви», в якому одну зі своїх перших ролей виконала 16-річна Ромі Шнайдер. У 1955—1958 роках Марішка зняв свої три знамениті фільми про Єлизавету Баварську з Ромі Шнайдер у головній ролі («Сіссі», «Сіссі — молода імператриця», «Сіссі. Важкі роки імператриці»).
Фільм за його сценарієм «Пісня на пам'ять» був номінований Премію «Оскар» за найкращу операторську роботу у 1948 році.

## Пам'ять
Вулиця Marischkapromenade у віденському районі Флоридсдорф названа у 2009 році на честь братів Марішка.

## Вибрана фільмографія

### Режисер
- 1953 — Пагорб полководців
- 1955 — Сіссі

### Сценарист
- 1955 — Сіссі